# لي نورفك
لي نورفك (بالإنجليزية: Lee Norfolk)‏ هو لاعب كرة قدم نيوزيلندي في مركز الوسط، ولد في 17 أكتوبر 1975 في دنيدن في نيوزيلندا. شارك مع منتخب نيوزيلندا تحت 17 سنة لكرة القدم. أما مع النوادي، فقد لعب مع إيبسويتش تاون ونادي كامبريدج ستي ونادي كينغز لين.

## وصلات خارجية
- لي نورفك على موقع قاعدة بيانات كرة القدم.إي يو (الإنجليزية)
- لي نورفك على موقع Soccerbase.com (لاعب) (الإنجليزية)
- لي نورفك على موقع Soccerway.com (الإنجليزية)
- لي نورفك على موقع عالم كرة القدم.نت (الإنجليزية)